# Chiridiella brachydactyla
Chiridiella brachydactyla är en kräftdjursart som beskrevs av Georg Ossian Sars 1907. Chiridiella brachydactyla ingår i släktet Chiridiella och familjen Aetideidae. Inga underarter finns listade i Catalogue of Life.